# Planetenmetalle
Unter Planetenmetallen versteht man diejenigen sieben Metalle, die in der Alchemie den damals bekannten sieben „Planeten“ (Wandelgestirne) zugeordnet wurden.
Diese Metalle sollten die charakteristischen Eigenschaften der jeweiligen Planetengottheit widerspiegeln, beispielsweise das Waffenmetall Eisen den Kriegsgott Mars oder das Spiegelmetall Kupfer die Liebes- und Schönheitsgöttin Venus.

## Zuordnung

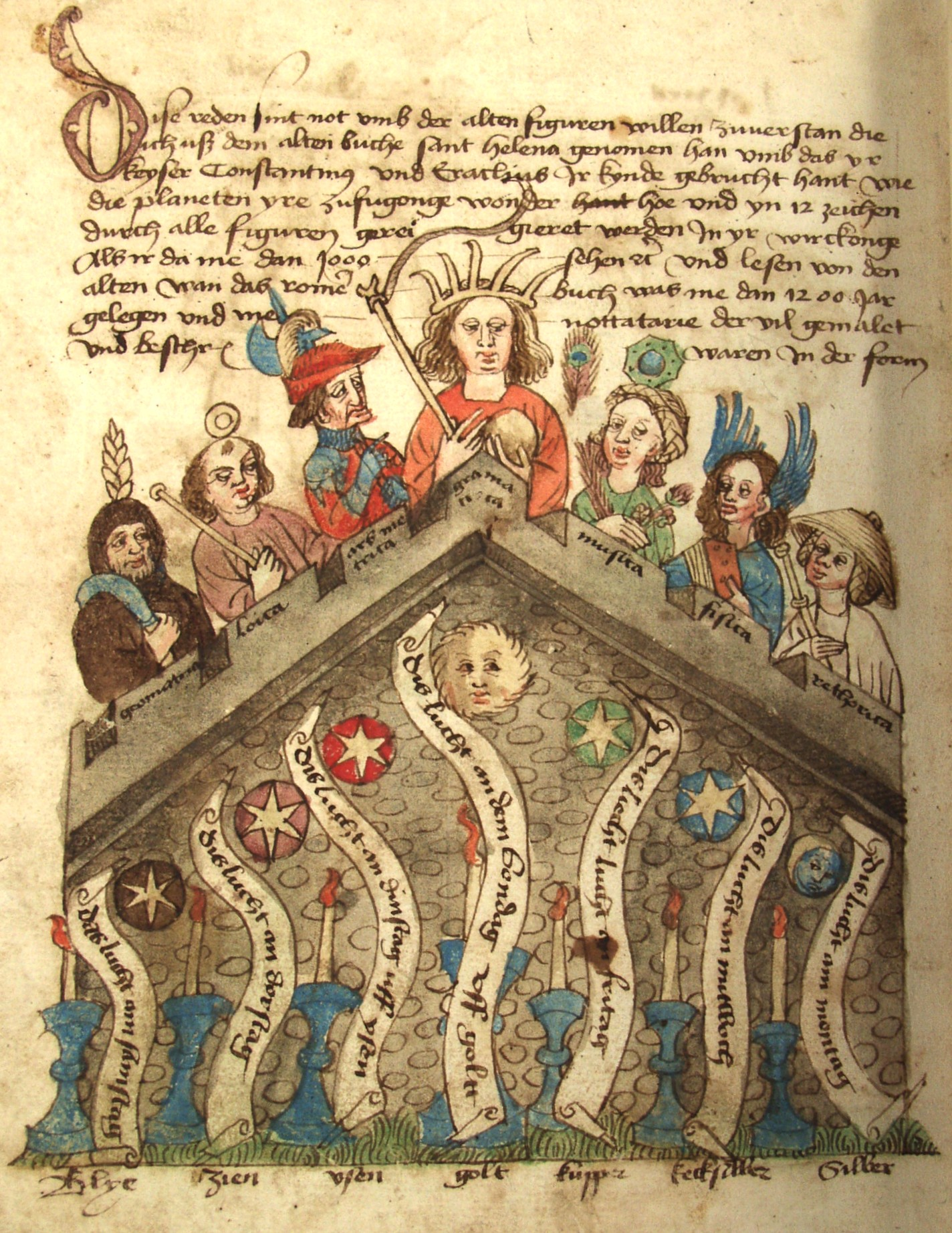
Seite aus dem Tübinger Hausbuch aus der Mitte des 15. Jahrhunderts. Von links nach rechts die sieben freien Künste mit der Zuordnung zu den sieben Planeten, den sieben Wochentagen und den sieben Planetenmetallen:
Geometrie – Saturn (braun) – Samstag – Blei,
Logik (Dialektik) – Jupiter (purpur) – Donnerstag – Zinn,
Arithmetik – Mars (rot) – Dienstag – Eisen,
Grammatik – Sonne (gelb) – Sonntag – Gold,
Musik – Venus (grün) – Freitag – Kupfer,
Physik (Astronomie) – Merkur (blau) – Mittwoch – Quecksilber,
Rhetorik – Mond (weiß) – Montag – Silber.

Diese Planeten und ihre Elemente waren ein wichtiger Bestandteil astrologischer und alchemistischer Lehren (in ähnlicher Weise wurden auch sieben Pflanzen den Gestirnen zugeordnet). Noch heute werden die Planetenmetalle in der anthroposophischen Medizin verwendet.
Ihre Anordnung in der sogenannten chaldäischen Reihe (vom langsamsten Planeten zum schnellsten):
| Planet  | Symbol | Wochentag  | Metall      |
| ------- | ------ | ---------- | ----------- |
| Saturn  | ♄      | Samstag    | Blei        |
| Jupiter | ♃      | Donnerstag | Zinn        |
| Mars    | ♂      | Dienstag   | Eisen       |
| Sonne   | ☉      | Sonntag    | Gold        |
| Venus   | ♀      | Freitag    | Kupfer      |
| Merkur  | ☿      | Mittwoch   | Quecksilber |
| Mond    | ☾      | Montag     | Silber      |

## Weitere
- Nach der Entdeckung des Planeten Uranus 1781 setzte man die Tradition fort und ordnete ihm das Platin zu.[3] Von dessen alchemistischem Symbol leitet sich auch eines der beiden Uranussymbole ab. Als Martin Heinrich Klaproth 1790 jedoch das Uran entdeckte, nannte er das neue Element Uranium.
- Ebenso wurden die 1940 entdeckten Elemente Neptunium und Plutonium nach dem 1846 entdeckten Planeten Neptun und dem 1930 entdeckten und damals noch als Planet klassifizierten Zwergplaneten Pluto benannt. Diese Elemente folgen im Periodensystem der Elemente unmittelbar auf Uran, was diese Namensgebung naheliegend machte.
- Das 1803 entdeckte Element Cer hat seinen Namen vom zwei Jahre zuvor entdeckten Zwergplaneten (1) Ceres.
- Das 1803 entdeckte Element Palladium hat seinen Namen vom ein Jahr zuvor entdeckten Asteroiden (2) Pallas.